# بی‌عفتی فاحش
بی‌عفتی فاحش (انگلیسی: Gross indecency) اصطلاحی حقوقی است که در اصل برای جرم‌انگاری عمل جنسی بین مردان یا به اختصار سادومی وضع شده و برای واقع شدن، نیازمند دخول است. این اصطلاح اولین بار در حقوق بریتانیا و در قانونی که مجلس بریتانیا در ۱۸۸۵ وضع کرد، آمده و سپس در سراسر امپراتوری بریتانیا موضوعیت یافت. این جرم در هیچ‌یک از قوانین و مقرراتی که از آن استفاده کرده‌اند، تعریف نشده و تعیین حدود آن به عهده دادگاه است.

## در بریتانیا
در سال ۲۰۱۳ آلن تورینگ که به‌خاطر بی‌عفتی فاحش و داشتن رابطه همجنسگرایانه محکوم شده بود، مورد عفو پس از مرگ قرار گرفت. در سال ۲۰۱۷ و براساس قانون آلن تورینگ، تمام مردانی که به علت قانون بی‌عفتی محکوم شده بودند، عفو شدند.